# Campylopus incurvatus
Campylopus incurvatus là một loài rêu trong họ Dicranaceae. Loài này được J.-P. Frahm & Hoe mô tả khoa học đầu tiên năm 1978.